# Плавання на відкритій воді на Чемпіонаті світу з водних видів спорту 2011
Змагання зі стрибків у воду на Чемпіонаті світу з водних видів спорту 2011 тривали з 19 до 23 липня на Цзіньшаньському міському пляжі в Шанхаї (Китай).

## Розклад
| День                    | Дисципліна      |
| ----------------------- | --------------- |
| Вівторок, 19 липня 2011 | Жінки, 10 км    |
| Середа, 20 липня 2011   | Чоловіки, 10 км |
| Четвер, 21 липня 2011   | 5 км, команда   |
| П'ятниця, 22 липня 2011 | Жінки, 5 км     |
| П'ятниця, 22 липня 2011 | Чоловіки, 5 км  |
| Субота, 23 липня 2011   | Чоловіки, 25 км |
| Субота, 23 липня 2011   | Жінки, 25 км    |

## Таблиця медалей
| Місце               | Країна              | Золото | Срібло | Бронза | Загалом |
| ------------------- | ------------------- | ------ | ------ | ------ | ------- |
| 1                   | Німеччина           | 1      | 2      | 1      | 4       |
| 2                   | Греція              | 1      | 1      | 1      | 3       |
| 3                   | США                 | 1      | 0      | 1      | 2       |
| 4                   | Болгарія            | 1      | 0      | 0      | 1       |
| 4                   | Бразилія            | 1      | 0      | 0      | 1       |
| 4                   | Велика Британія     | 1      | 0      | 0      | 1       |
| 4                   | Швейцарія           | 1      | 0      | 0      | 1       |
| 8                   | Росія               | 0      | 1      | 2      | 3       |
| 9                   | Італія              | 0      | 1      | 1      | 2       |
| 10                  | Австралія           | 0      | 1      | 0      | 1       |
| 10                  | Франція             | 0      | 1      | 0      | 1       |
| 12                  | Угорщина            | 0      | 0      | 1      | 1       |
| Загалом (12 збірні) | Загалом (12 збірні) | 7      | 7      | 7      | 21      |

## Медальний залік

### Чоловіки
| Дисципліна | Золото                  | Золото    | Срібло                  | Срібло    | Бронза                 | Бронза    |
| ---------- | ----------------------- | --------- | ----------------------- | --------- | ---------------------- | --------- |
| 5 км       | Томас Лурц (GER)        | 56:16.6   | Спірідон Янніотіс (GRE) | 56:17.4   | Євген Дратцев (RUS)    | 56:18.5   |
| 10 км      | Спірідон Янніотіс (GRE) | 1:54:24.7 | Томас Лурц (GER)        | 1:54:27.2 | Сергій Большаков (RUS) | 1:54:31.8 |
| 25 км      | Петар Стойчев (BUL)     | 5:10:39.8 | Володимир Дятчін (RUS)  | 5:11:15.6 | Чаба Герчак (HUN)      | 5:11:18.1 |

### Жінки
| Дисципліна | Золото                 | Золото    | Срібло                  | Срібло    | Бронза                  | Бронза    |
| ---------- | ---------------------- | --------- | ----------------------- | --------- | ----------------------- | --------- |
| 5 км       | Суонн Оберсон (SUI)    | 1:00:39.7 | Орелі Мюллер (FRA)      | 1:00:40.1 | Ешлі Твічелл (USA)      | 1:00:40.2 |
| 10 км      | Кері-Енн Пейн (GBR)    | 2:01:58.1 | Мартіна Грімальді (ITA) | 2:01:59.9 | Маріанна Лімперта (GRE) | 2:02:01.8 |
| 25 км      | Ана Марсела Куня (BRA) | 5:29:22.9 | Ангела Маурер (GER)     | 5:29:25.0 | Аліче Франко (ITA)      | 5:29:30.8 |

### Команда
| Дисципліна | Золото                                        | Золото  | Срібло                                                 | Срібло  | Бронза                                                  | Бронза  |
| ---------- | --------------------------------------------- | ------- | ------------------------------------------------------ | ------- | ------------------------------------------------------- | ------- |
| Команда    | США · Ендрю Геммелл · Шон Раян · Ешлі Твічелл | 57:00.6 | Австралія · Мелісса Горман · Ріс Мейнстоун · Кай Герст | 57:01.8 | Німеччина · Ян Вольфґартен · Томас Лурц · Ізабель Герле | 57:44.2 |